# Lofn
En la mitologia escandinava, Lofn (en nòrdic antic probablement significava "pacificadora" o "la pacificadora, l'afable" o "afectuosa") és una ásynja. Lofn apareix a l'Edda en prosa, escrita al segle xiii per Snorri Sturluson i en alguns kennings de la poesia skàldica. A l'Edda en prosa Lofn és descrita com una deessa cortesa i com a arranjadora de casaments, fins i tot del que estan prohibits. Els estudiosos han proposat diverses teories sobre les implicacions d'aquesta deessa.

## Aparicions als mites
Al capítol 35 del llibre Gylfaginning de l'Edda en prosa, Hár proporciona descripcions breus de 16 ásynjur. Hár esmenta Lofn en vuitena posició i diu:

'És tan dolça i bona que en invocar-la es guanyà el permís de l'Allföðr o de Frigg per a arranjar unions entre homes i dones, encara que abans s'haguessin prohibit o impedit. D'ella ve la paraula lof, que significa permís i també lloança.'

Al llibre Skáldskaparmál de l'Edda en prosa, Lofn apareix en una llista que conté 27 noms d'ásynjur. Al mateix llibre, Lofn apatreix en un kenning per a referir-se a "dona" en un poema d'Ormr Steinþórsson. D'altra banda, el nom de Lofn apareix freqüentment com a paraula base de kennings skàldics per a referir-se a "dona."

## Teories
John Lindow diu que els estudiosos normalment han fet cas de la connexió etimològica de Snorri amb l'arrel lof-, que significa "lloança." Lindow diu que, juntament amb altres deesses, alguns estudiosos tenen la teoria que Lofn pot ser simplement un altre nom per a la deessa Frigg. Rudolf Simek especula que Snorri emprà els kennings skàldics per a crear el comentari de la deessa que fa al Gylfaginning mentre combinà nombroses etimologies amb el nom propi Lofn, molt comú a les zones on es parlava nòrdic antic.